# Kim Nam-jo
Kim Nam-jo (Daegu, 25 de septiembre de 1927-10 de octubre de 2023) fue una poetisa surcoreana.

## Biografía
Kim Nam-jo nació el 25 de septiembre de 1927 en Daegu, Corea del Sur. Fue a una escuela femenina en Kyushu, Japón, y se graduó en 1951 en la facultad de profesorado de la Universidad Nacional de Seúl en Educación de Lengua Coreana. Debutó en el mundo literario en 1950, cuando aún estaba en la universidad, con los poemas Constelaciones. Enseñó en la escuela secundaria Masan y en la escuela secundaria femenina Ewha. Fue profesora de la Universidad Femenina Sookmyung desde 1954 y hasta la fecha de su muerte fue profesora emérita de la institución. Fue moderadora de la Asociación de Poetas Coreanos y fue miembro de la Academia de Artes de Corea.

## Obra
La poesía de Kim Nam-jo muestra el uso dinámico del lenguaje sensual y el simbolismo para representar la sutileza de las emociones humanas. Su obra sigue la tradición de Mo Yunsuk y Noh Cheonmyeong. El tema principal de Kim Nam-jo es el amor, pero no solo el que existe entre un hombre y una mujer, sino también entre el ser humano y el Ser Absoluto.
Los poemas de su primera recopilación Vida (Moksum) contienen afirmación de la humanidad, a la vez que pasión por la vitalidad de la vida. También muestran un balance armónico entre la piedad católica y la voz humana apasionada. Los poemas de su segunda recopilación El perfume de Naad (Naadeuui hyangyu) y de su tercera recopilación ponen el énfasis en la fe religiosa, mostrando mucha más atención en la exploración del humanismo y la ética cristianos. Sus poemas posteriores dejan la pasión y muestran control y perseverancia como parte de una autoanálisis religioso. En la recopilación El mar en invierno (Gyeoul Bada), la poetisa describe un mundo en el cual las emociones humanas han alcanzado una pureza absoluta.

## Obras en español
- Antología poética (Kim Namjo Siseonjib)

su obra en español fue una de las más importantes en el hecho de su vida .

## Obras en coreano (listado parcial)
- Vida (Moksum),
- El perfume de Naad (Naadeuui hyangyu)
- La fuerza de la pasión (Jeongnyeomui gi),
- La música del bosque (Pungnimui eumak)
- Un momento y para siempre  (Jamsi, geurigo yeongwonhi)
- Los poemas de Kim Namjo (Kim Namjo Sijip)
- Los poemas completos de Kim Namjo (Kim Namjo Sijeonjip)

## Premios[5]
- Premio de First Annual Association of Free Literature (1958)
- Premio Mayo de Literatura (1963)
- Premio de poesía de la Asociación de Poetas Coreanos (1974)
- Premio de cultura y artes de la República de Corea (1988)
- Premio cultural de la ciudad de Seúl (1990)
- Premio cultural Samil (1991)
- Orden Nacional del Mérito (1993)
- Premio Orgullo del Artista 2000)
- Premio Manhae (2007)